# 20 Questions
20 Questions, auch Twenty Questions, ist ein Familien- und Wissensspiel, das 1989 von MB Spiele veröffentlicht wurde. Autoren des Spiels sind Scott A. Mednick und A. Robert Moog, die es auf der Basis eines beliebten Partyspiels entwickelten. Das Spiel erschien international in mehreren Auflagen, darunter in Deutschland in den 1990er Jahren zusätzlich unter dem Namen Querdenker. Zudem wurden zahlreiche Zusatzpakete der Fragen für verschiedene Themenbereiche veröffentlicht.

## Thema und Ausstattung
Das Spiel 20 Questions ist ein Wissens-Brettspiel, bei dem die Spieler verschiedene Personen, Orte, Dinge und Jahre anhand von bis zu 20 Hinweisen pro Begriff erraten müssen. Ziel des Spiels ist es, möglichst viele Fragen korrekt und schnell zu beantworten und auf diese Weise den eigenen „Stein der Weisen“ möglichst rasch zum Ziel zu bringen.
Neben der Spieleanleitung besteht das Grundspiel aus:
- einem rechteckigen Spielplan
- 6 Spielfiguren
- einem Kartenspender
- 396 Fragekarten aus den Bereichen Person, Ort, Ding und Jahr
- 20 Frage-Chips
- einem Markierungs-Chip

## Spielweise

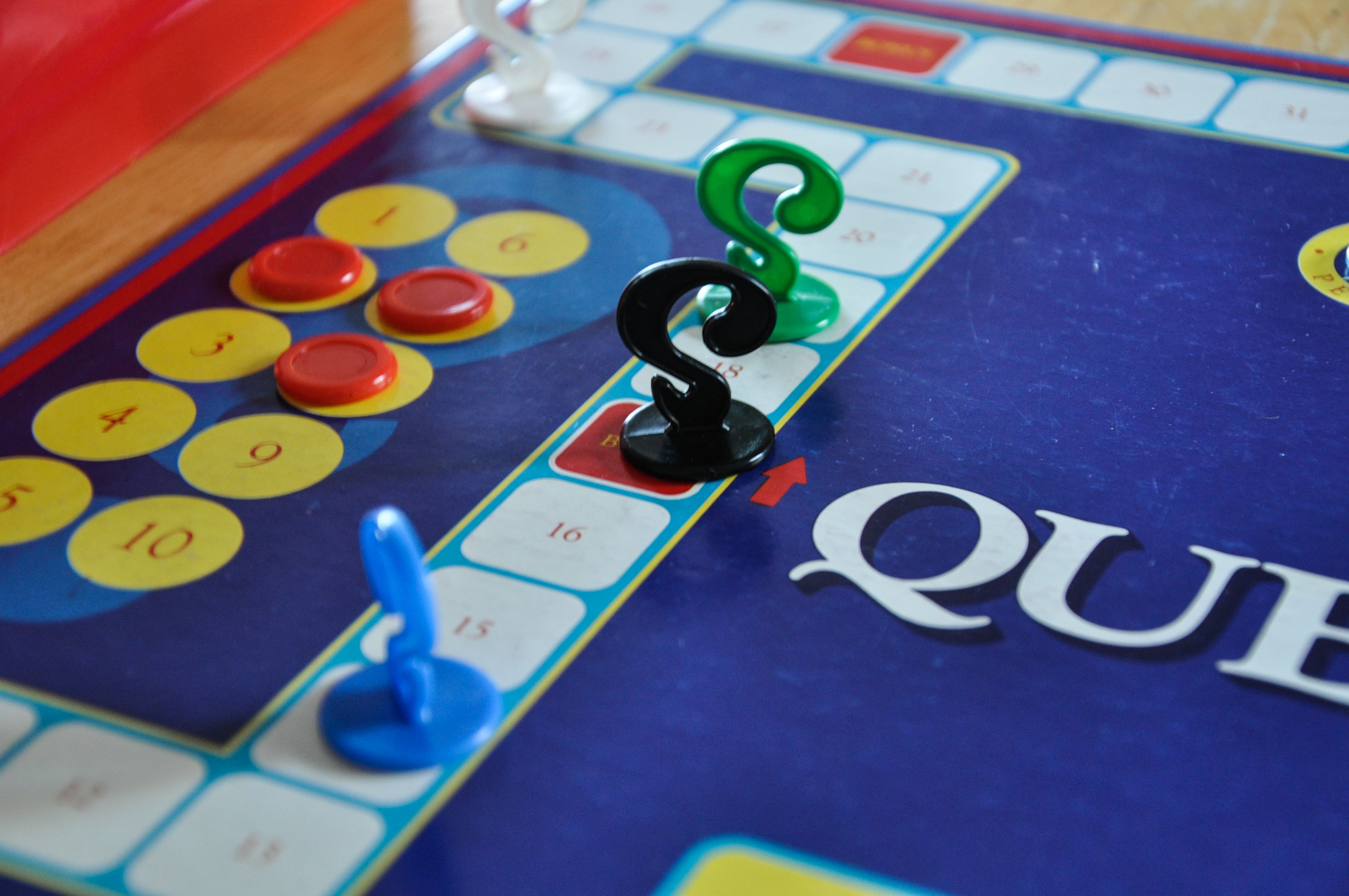
Spielfiguren

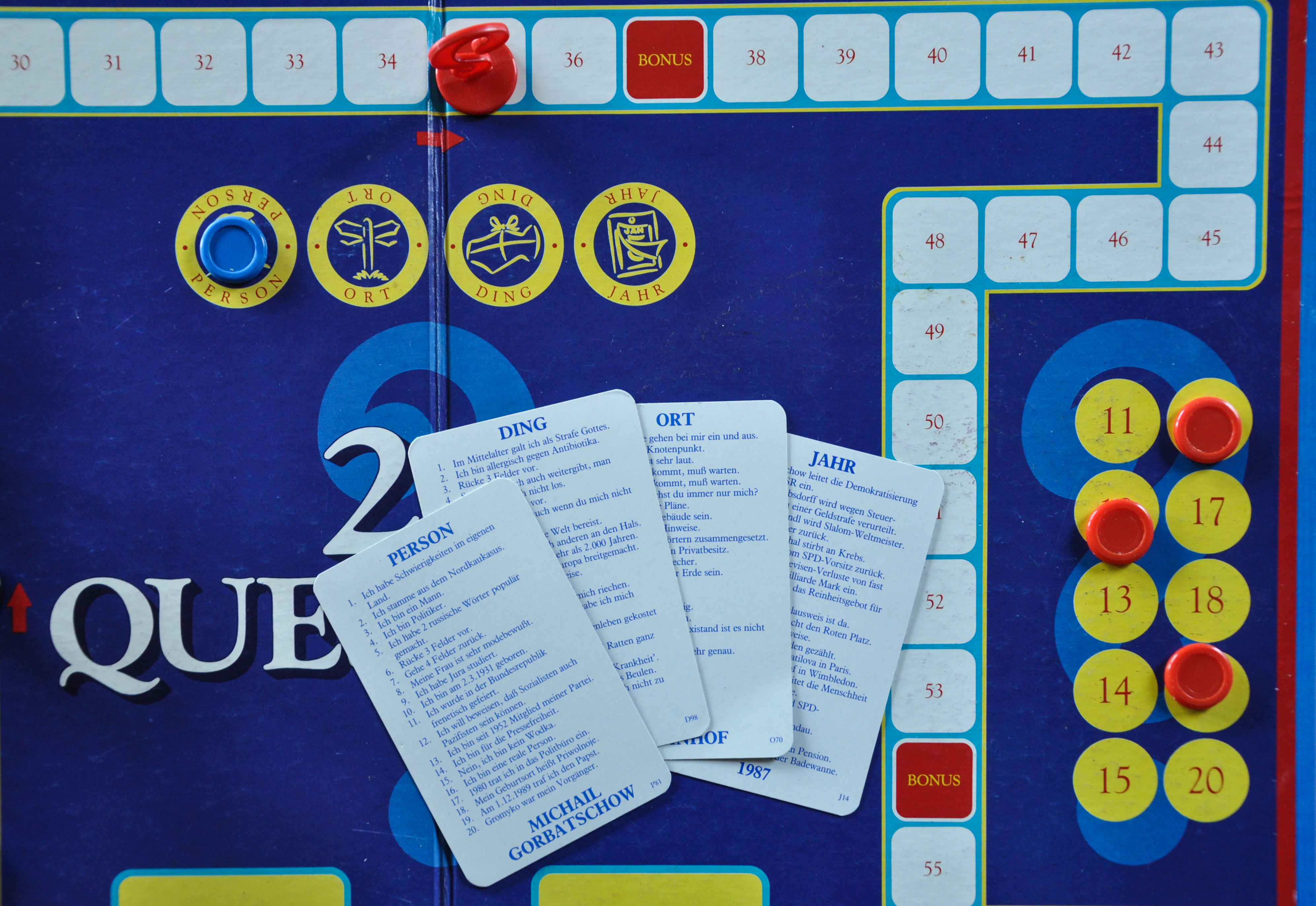
Fragekarten und Chipleiste

Vor dem Spiel suchen sich die Mitspieler eine Spielfarbe aus und bekommen die entsprechende Spielfigur, die auf das Startfeld gestellt wird. Der Kartenspender wird neben dem Spielplan platziert und verdeckt mit den Karten gefüllt. Die roten Frage-Chips kommen ebenfalls in den Kartenspender.
Der Startspieler nimmt die oberste Karte aus dem Kartenspender und stellt sich als der zu suchende Begriff vor, indem er benennt, ob es sich um eine Person, ein Ding, einen Ort oder ein Jahr handelt, und legt den Markierungschip auf das entsprechende Feld auf dem Spielplan. Der links von ihm sitzende Spieler ist nun der erste Rater und wählt eine Zahl von 1 bis 20 und markiert diese auf dem Spielbrett mit einem Frage-Chip. Der Vorleser liest die entsprechende Antwort laut vor und der Rater darf ansagen, welcher Begriff seiner Meinung nach gemeint sein könnte. Rät er falsch, ist der nächste Spieler an der Reihe und benennt nun ebenfalls eine Zahl (auch wenn er die Antwort zu wissen glaubt), bekommt eine Antwort vorgelesen und darf raten. Einige der Hinweise auf den Karten sind dabei keine Antworten, sondern Anweisungen an die Spieler, die befolgt werden müssen.
Sobald ein Mitspieler die korrekte Antwort gibt, hat er diese Runde gewonnen. Danach wird die Karte ausgewertet, wobei der Vorleser die Anzahl der vorgegebenen Antworten als Punkte bekommt und der Spieler, der den Begriff erraten hat, die restlichen noch offenen Antworten bis 20; zusammen erhalten sie entsprechend 20 Punkte. Beide Spieler dürfen nun um die entsprechende Punktzahl auf dem Spielplan vorrücken. Danach übernimmt der Spieler rechts vom bisherigen Vorleser diese Rolle. Gelangt ein Spieler auf dem Spielplan auf ein Bonusfeld, darf er eine Karte allein spielen und bis zu 5 Fragen wählen und darf danach jeweils die Antwort raten. Errät er den Begriff nach dem ersten Hinweis, darf er 10 Felder vorrücken und für jeden weiteren Hinweis reduziert sich die Zugzahl um zwei.
Gewinner des Spiels ist der Spieler, der zuerst das Zielfeld erreicht oder überschreitet.

## Ausgaben und Erweiterungen
Das Spiel 20 Questions erschien international in mehreren Ausgaben. 1993 wurde in Deutschland mit Querdenker eine neue Version des Spieles veröffentlicht, 2011 erschien eine Neuauflage des Spiels als Querdenker deluxe von University Games. Im portugiesischen Sprachraum erschien das Spiel unter dem Namen Perfil, in den Niederlanden unter Quizt’t und in Norwegen unter 20 spørsmål. Daneben gab es thematische Versionen sowie eine Version für Kinder, die allerdings nur im englischsprachigen Raum veröffentlicht wurden.
1991 wurde 20 Questions auf die Auswahlliste des Spiel des Jahres aufgenommen. Im Nachgang wurde es als „ein reizvolles Quizspiel“ beschrieben, „weil es von den Mitspielern ein gewisses Wissen verlangt, ohne dabei aufdringlich zu sein. Und weiß man nichts, ist man dabei trotzdem nicht der Dumme, wie das bei anderen Quizspielen bisweilen der Fall ist, denn man kann auch dann noch über manche Gedankenschrauben herzhaft lachen, wenn man keine Punkte sammeln konnte.“

## Belege
1. 1 2 3 4 5 6  Spieleanleitung 20 Questions zum Download
2. 1 2  Versionen von 20 Questions bei boardgamegeek.com; abgerufen am 29. Dezember 2016.
3. ↑  20 Questions auf der Website des Spiel des Jahres e.V.; abgerufen am 29. Dezember 2016.